# Chris Baird
Christopher Patrick "Chris" Baird (født 25. februar 1982) er en tidligere nordirsk fodboldspiller, der senest spillede for Derby i The Championship. Tidligere har han været tilknyttet blandt andet Southampton og Fulham.

## Spillerkarriere

### Southampton
Baird startede sin karriere hos den nordirske klub Ballymena United, før han rykkede til Southampton i 1998.
Baird fik sin debut for Southampton den 22. marts 2003 i en 2-2 kamp mod Aston Villa. Under sit ophold på den engelske sydkyst blev Baird sendt ud på lån to gange hos henholdsvis Walsall og Watford.
Den nordirske landsholdsspiller fik for alvor sit gennembrud hos Southampton i 2006–07 sæsonen, hvor han fra en position som central forsvarsspiller blev kåret til Årets Spiller. 

### Fulham
Baird forlod derefter Southampton i sommeren 2007 for at tørne ud for Fulham i den engelske Premier League. Efter en svær start i klubben, hvor han bl.a. kom op at slås med den daværende publikumsyndling Jimmy Bullard, etablerede Baird sig som en alsidig breddespiller. I 2009/10 sæsonen blev han ofte benyttet som både højre back og central midtbanespiller, og han startede bl.a. finalen i UEFA Europa League 2010 mod Atlético Madrid. Han fulgte op på den personlige succes med at blive kåret til treer som Årets Spiller i den følgende 2010/11 sæson. Siden da er Baird blevet rykket rundt på banen grundet sine alsidige kvaliteter, og i 2012/13 sæsonen overtog han igen den centrale midtbaneplads, efter det normale førstevalg Mahamadou Diarra pådrog sig en længerevarende skade.

### Derby
Baird skiftede i 2015 til Derby.
Han annoncerede sit stop fra fodbold i februar 2019 efter at været uden kontrakt siden sommeren 2018.

### Landshold
Baird står noteret for 79 landskampe for Nordirland.